# アイビー・ソ
アイビー・ソ（繁: 蘇 雅琳、英: Ivy So、2001年8月4日 - ）は、香港出身の歌手、タレント。香港女性アイドルグループCOLLARのメンバーである。

## 経歴
2021年、香港中文大学看護学部を中退し、香港テレビ局ViuTVのアイドル選抜番組全民造星IVに参加し、10位を獲得した。
これを機に同じ選抜番組に参加した出場者とアイドルグループCOLLARを結成し、2022年1月12日にデビューした。
ファン愛称は「蘇蝦（ソウハ）」。
ラジオのインタビューで、蕭敬騰の歌が好きだと言っていた。

## 出演

### テレビ番組
※はインターネット配信。
- 全民造星IV（広東語版）（2021年、ViuTV）
- 造星拉票の駅（2021年12月21日、YouTube※）[4]
- 今日疫情（広東語版）（2022年3月9日、ViuTV）

### ライブ
- COLLAR KKBOX live（2022年1月20日、Facebook）[5]

### CM
- MASK ON（2021年）
- GRATUS（2021年、2022年）
- メンソレータム（2021年）
- タムジャイサムゴー（広東語版）（2021年）
- コカ・コーラ（2021年、ft. キャンディー・ウォン）
- YS BEAUTY（2021、2022年）
- VOGUE（2022年、ft. キャンディー・ウォン、マリフ・ヤウ、デイ・フイ）
- Benefit San Francisco（2022年）
- OLAY（2022年）
- ヴェルサーチ（2022年）
- LGエレクトロニクス（2022年）
- ポカリスエット（2022年）

## 音楽作品
| 公開日        | 曲                              | 収録アルバム |
| ------------- | ------------------------------- | ------------ |
| 2022年1月13日 | Call My Name!                   | 未定         |
| 2022年2月14日 | Call My Name!（COLLAR214 Ver.） | 未定         |
| 2022年3月18日 | Never-never Land                | 未定         |
| 2022年4月29日 | Gotta Go!                       | 未定         |